# 安価
| ウィキペディアには「安価」という見出しの百科事典記事はありません（タイトルに「安価」を含むページの一覧/「安価」で始まるページの一覧）。 代わりにウィクショナリーのページ「安価」が役に立つかもしれません。 |